# Ngô Nguyen Dung
Ngô Nguyen Dung (* 1951 in Saigon) ist ein vietnamesischer Autor, der in Dortmund lebt. 

## Leben
Ngô Viet Dung trägt den Künstlernamen Ngô Nguyen Dung. Er kam 1970 zum Studium in die Bundesrepublik Deutschland und promovierte in Chemie an der Technischen Universität Dortmund.  
Er hat acht Erzählbände und zwei Romane geschrieben, die in vietnamesischen Exilverlagen in den USA und Kanada erschienen.

## Werke (Auswahl)
- Die  Insel der  Feuerkrabben. Erzählungen. Mit einem Vorwort von Wolfgang Schlott, Pop Verlag, Ludwigsburg 2011. ISBN 978-3-86356-018-8